# 徐世珍
徐世珍（英文名：Jennifer Hsu），台湾女性音乐人，1992年作为歌手出道，1994年轉為幕後工作，現為詞曲創作人，主要以詞為主。截至2014年為止，她已經創作超過了400首作品，包括歌手A-Lin的《幸福了 然後呢》。她曾就读于國立臺灣大學社會學系和台北市立第一女子高级中学。

## 簡歷
她自小學習音樂，國中畢業後考取北一女中。高一升高二時，學校開放組織社團，她與同學王逸玲向學校提出申請創設吉他社，由王任社長，她任副社長。1987年4月，參加「全國青年創作歌謠」比賽獲得第三名。之後就讀台灣大學期間，於西餐廳擔任駐唱歌手，畢業後參加歌唱比賽被唱片公司相中而出道。
她於1992年至1994年之間總共發行了3張唱片：《來不及說》、《各自回家 （放下我的快樂悲傷）》、《因為徐世珍是這樣子的》。之後離開演藝圈，赴美國進修音樂課程，返回台灣後輾轉之下投入幕後工作，期間也曾開設咖啡館。 現今擔任作詞人，近年較為著名的歌曲包含田馥甄的《小幸運》《愛著愛著就永遠》《還是要幸福》、林芯儀的《等一個人》、《閨蜜》的電影主題曲《一起老去》、李佳薇的《煎熬》、Energy《多愛我一天》、4 In Love《一千零一個願望》、何耀珊《你的肩膀》、藍又時《孤單心事》、孫燕姿《很好》、王大文《練習愛情》、周興哲《黏黏》、A-Lin《大大的擁抱》、蕭亞軒《浪漫來襲》、弦子《非你不愛》等。

## 獎項紀錄
| 年份   | 頒獎典禮    | 獎項       | 作品     | 結果 |
| ------ | ----------- | ---------- | -------- | ---- |
| 1993年 | 第5屆金曲獎 | 最佳新人獎 | 來不及說 | 提名 |